# Hein Vanhaezebrouck
Hein Vanhaezebrouck (* 16. Februar 1964 in Kortrijk) ist ein belgischer Fußballtrainer und ehemaliger Fußballspieler. In seiner aktiven Laufbahn spielte er als Verteidiger. Seit 2014 ist er Trainer von KAA Gent, mit dem er 2015 den ersten Meistertitel der Vereinsgeschichte gewann. Er verließ KAA Gent im September 2017. Weniger als eine Woche später unterschrieb er einen Dreijahresvertrag beim RSC Anderlecht. Er wurde etwas mehr als ein Jahr später wegen enttäuschender Ergebnisse entlassen. Am 4. Dezember 2020 wurde er erneut Trainer von KAA Gent und blieb dies bis zum Ende der Saison 2023/24..

## Spieler
Vanhaezebrouck wuchs in Lauwe, einem Ortsteil von Menen auf. In seiner Jugend spielte er wie seine vier Geschwister bei White Star Lauwe, einem Verein in der dritt- bzw. vierthöchsten belgischen Liga. Sein Vater war dort seinerzeit Schriftführer (niederländisch secretaris).
Anfang der 80er Jahre rückte er in die erste Mannschaft auf. Diese war zur Saison 1980/81 in die erste Provinzklasse abgestiegen und stieg zur Saison 1982/83 wieder in die Vierte Division auf.
Zur Saison 1984/85 wechselte er zu RRC Tournai in der Dritten Division. In der Saison 1985/86 spielte er beim KV Kortrijk in der 1. Division. Kortrijk beendete die Saison auf Platz 15. Vanhaezebrouck, der 18 der 34 Ligaspiele bestritten hatte, verließ den Verein wieder.
In der Folgesaison kehrte er, nachdem er zwei Jahre bei anderen Vereinen gespielt hatte, zu White Star Lauwe zurück. Dort war in der Zwischenzeit Gilbert Van Binst Cheftrainer. Unter seiner Führung erreichte der Verein Platz 3 und in der Folgesaison Platz 3 in der Vierten Division. In der Saison 1987/88 war es nur noch Platz 9, nachdem mehrere Spieler und dann auch der Trainer den Verein verlassen hatten.
Zur Saison 1989/90 wechselte Vanhaezebrouck im Alter von 25 Jahren zum KRC Harelbeke. Der Verein war zu dieser Saison in die Dritte Division abgestiegen. Unter dem ungarischen Trainer László Fazekas erhielt er eine feste Aufgabe als Libero. Zur Saison 1990/91 gelang der Wiederaufstieg in die Zweite Division. Unter Trainer Marc Millecamps übernahm. Unter der Führung von Millecamps erreichte der Verein in den nächsten vier Jahren einen Platz im Mittelfeld. Die Saison 1994/95 wurde auf Platz 5 beendet, so dass der Verein mit dem KRC Genk, Excelsior Mouscron und Beerschot VAC die Aufstiegsrunde bestritt, die er gewann und somit zur Saison 1995/96 in die 1. Division aufstieg. Dort belegte der Verein zunächst Plätze im Mittelfeld, bevor er die Saison 1997/98 auf Platz 5 abschloss, was die Teilnahmeberechtigung für die 3. Runde des Intertoto-Cups 1998 bedeutete.
Zur Saison 1998/1999 wechselte er zum Ligakonkurrenten Sporting Lokeren unter Trainer Willy Reynders. In dieser Saison erreichte der Verein in der 1. Division Platz 5, was wiederum die Qualifikation für die 3. Runde des Intertoto-Cups 1999 war. Zudem wurde im Belgischen Fußballpokal das Halbfinale erreicht. Sein Mannschaftskamerad Jan Koller wurde in dieser Saison Torschützenkönig der belgischen Liga. Nachdem er in der nächsten Saison zum RSC Anderlecht verlassen hatte, erreichte Lokeren in der Saison 1999/2000 nur noch Platz 10. Zum Saisonende beendete Vandaezebrouck seine aktive Karriere.

## Trainer
Während seines letzten Jahres in KRC Harelbeke war Vandaezebrouck parallel als Trainer für mehrere Jugendmannschaften des Vereins tätig. Nach seiner Spielerkarriere blieb er bei Sporting Lokeren als Co-Trainer mit Aufgaben der Jugendkoordination.
Mitte Oktober 2002 wurde er Cheftrainer beim Zweitligisten KSV Ingelmunster Zuid-West als Nachfolger von Rik Vande Velde. (KSV Ingelmunster Zuid-West war durch Fusion des FC Harelbeke, bei dem Vandaezebrouck viele Jahre gespielt hatte, mit einem anderen Verein entstanden.) Unter seiner Leitung erreichte der Verein Platz 15 von 18. In der nächsten Saison wurde er Anfang November 2003 entlassen.
Nachdem er ein Jahr nicht aktiv gewesen war, übernahm er Anfang November 2004 die Aufgabe des Cheftrainers bei White Star Lauwe als Nachfolger von Rik Buyse. Der Verein spielte in dieser Zeit in der Vierten Division und beendete beide Spielzeiten im Mittelfeld.
Zur Saison 2006/07 wechselte er zum damaligen Zweitdivisionär KV Kortrijk. In seiner ersten Saison erreichte der Verein zwar die Aufstiegsrunde, erzielte in dieser aber null Punkte. Die Folgesaison wurde als erster der Gesamttabelle beendet. Entsprechend stieg Kortrijk direkt in die Erste Division auf.
Aufgrund einer Verkleinerung der Liga stiegen nach der Saison 2008/09 zwei Vereine aus der 1. Division ab und zwei weitere mussten Relegationsspiele bestreiten. Vanhaezebrouck gelang es, mit drei Punkten Vorsprung Platz 14 zu erreichen, so dass Kortrijk in der 1. Division verblieb. Bereits Ende März 2009, also vor Ende der Saison, entschloss er sich, als Nachfolger von Ronny Van Geneugden zum Ligakonkurrenten KRC Genk zu wechseln.

## Erfolge und Auszeichnungen

### Als Trainer
| National                      |    |      |
| Belgischer Meister            | 1× | 2015 |
| Belgischer Pokalgewinner      | 1× | 2022 |
| Belgischer Supercupgewinner   | 1× | 2015 |
| Individuell                   |    |      |
| Belgischer Trainer des Jahres | 1× | 2012 |
| Guy Thys Award                | 1× | 2015 |
| Trofee Raymond Goethals       | 1× | 2015 |
| Coach des Jahres              | 1× | 2015 |

- Ehrenbürger von Lauwe[2]

## Trivia
- In der belgischen Fußballsaison 2009–2010 wurde Vanhaezebrouck während des Spiels Kortrijk-Genk von einem Genk-Anhänger „Billie Turf“ genannt. 2010 erhielt der Anhänger dafür ein viermonatiges Stadionverbot und eine Geldstrafe von 300 Euro.